# Diplospora sessilis
Diplospora sessilis är en måreväxtart som beskrevs av Adolph Daniel Edward Elmer. Diplospora sessilis ingår i släktet Diplospora och familjen måreväxter.
Artens utbredningsområde är Filippinerna. Inga underarter finns listade i Catalogue of Life.